# 星槎札幌もみじキャンパス
星槎札幌もみじキャンパス（せいささっぽろもみじキャンパス）は北海道札幌市厚別区もみじ台北5丁目12-1にある学校法人国際学園が所有する私立高等学校、私立中学校などが入る建物の名称である。

## 設置施設
- 星槎大学札幌学習センター
- 星槎国際高等学校
  - 星槎国際高等学校本部校
- 星槎もみじ中学校
- フリースクールすきっぷ
  - 不登校などがある小学生、中学生向けのフリースクールである。すきっぷに登校すれば在籍校の登校日数にカウントされる。

### 地域開放事業
スポリティファインが体育館などを使用し、老人向けヨガ教室やスポーツクラブ、子供向けスポーツクラブなどの事業を行なっている。

## 沿革
- 1999年
  - 4月 - 星槎国際高等学校初めての学習センターとして横浜、福井、大阪と共に札幌市中央区に札幌学習センターとして開校
- 2011年
  - 1月 - 札幌市立もみじ台小学校跡利用業者に選定を受け星槎国際高等学校に受け渡されることが決まった。
  - 3月 - 札幌市立もみじ台小学校が閉校
  - 5月 - 正式にもみじ台小学校跡地の権利を受け渡された。[3]
- 2013年
  - 4月 - 当別学習センターを閉校[4]し当別学習センターは札幌学習センター（現・本部校）と合併、札幌学習センターは札幌学習センターを現在の場所へ正式に移転し、同時に星槎さっぽろ教育センター(現・星槎国際高等学校札幌北学習センター)を開校。
- 2014年 - 星槎もみじ中学校が開校
- 2019年 - 星槎国際高等学校札幌学習センターを本部校へ改称

## 星槎国際高等学校本部校
星槎国際高等学校 本部校（せいさこくさいこうとうがっこう ほんぶこう）は、北海道札幌市厚別区にある通信制・単位制・普通科の星槎国際高等学校に併設された学習センター。国際理解教育実施校。

### 登校スタイル
登校コース
この学校の中では一番スタンダードな登校スタイル。この学校ではゼミ形式をとっており週3から週5の登校日のゼミを各時間2から4程度の中から選びそのゼミを受けることができる。ただし各学年で決められている学年登校日の日はゼミではなく指定された時間割(国語、数学、理科、社会、英語、情報、体育、保健、ATT)の教科を受けることになる。
数学と英語については習熟度別授業を実施している。
通信コース
週に1回登校するコース。
集中コース
集中コースの中でも一般コース、音楽コース、理容コース、メイクコースに分かれており、一般コースは夏と冬に4日ずつ登校、自宅でレポート学習をし、前期、後期の試験で単位を取る。一般コース以外はダブルスクール制のコース。
専攻科
週3回登校2年間のコース

### 行事
主な行事のみを取り上げる。
- 4月 - ゼミ体験期間、入学式
- 5月 - 健康診断、3年修学旅行(沖縄学習センターへ)
- 6月 - 強歩遠足、2年インターンシップ、日本語検定(3年全員受験)
- 7月 - 1年青少年科学館見学、体育大会、星槎記念日
- 8月 - 夏休み、1年スクーリング(芦別本校部へ)
- 9月 - 前期試験、秋休み
- 10月 - 学校祭
- 11月 - SAAB(Seisa Africa Asia Bridge)[注釈 2]、日本語検定(1年、2年全員受験)
- 12月 - 冬休み
- 1月 - 後期試験
- 2月 - 2年冬季スクーリング
- 3月 - 卒業式、修了式

#### 強歩遠足
体力向上を目的に約10kmほど歩く。

#### 体育祭
北海きたえーるで行われる

#### 学校祭
星槎もみじ中学校と合同で行われる。各クラス1つの屋台を出しステージ発表なども行われる。毎年1日目は学校内公開、2日目が一般公開になる。来場者は500名ほど

#### SAAB
SAAB(Seisa Africa Asia Bridge)は神奈川県の星槎高等学校で行われる国際交流や発表会であり、 2017年度は35カ国、7247人の来場者が参加した。

### 部活動
通信制高校としては珍しく部活動が盛んであり、大会などに出場している。

#### 運動部
- 陸上部
- バスケ部
  - 平成30年全道大会進出[11]
  - 平成30年全道大会3位[12]
- フットサル部
- バドミントン部
  - 平成30年全道大会出場[13]
- 卓球部

#### 文化部
- 美術部
- 演劇部
  - 2015年より同じ校舎内にある星槎もみじ中学校と共同で実施されている部活動[14]
  - 年に数回体育館で公演が行なっている。
- 合唱部
- 写真部

## 周辺
校舎は過疎化で廃止になった札幌市立もみじ台小学校の跡地を使用している。もみじ台地区は2018年4月現在、人口の46%以上が65歳以上であり平均年齢が55.6歳で高齢化率が札幌市1位の地区である。また周辺にはもみじ台団地が広がっている。

### ショッピングセンター
- もみじ台ショッピングセンター

### スーパーマーケット
- ホクノースーパー 中央店
- マックスバリュ 厚別東店

### 幼稚園
- もみじ台幼稚園

### 小学校
- 札幌市立もみじの丘小学校
- 札幌市立もみじの森小学校

### 中学校
- 札幌市立もみじ台中学校

### 公園
- もみじ台北公園
- もみじ台ちびっこ公園
- 熊の沢公園

### 交番
- もみじ台交番

### 消防署
- 厚別消防署 もみじ台出張所

### 団地
- もみじ台団地

## 交通

### JR
- 新札幌駅 - 徒歩30分
- 上野幌駅 - 徒歩50分

### 地下鉄
- 札幌市営地下鉄新さっぽろ駅 - 徒歩30分

### バス
- ジェイ・アール北海道バス
  - 循環新71・循環新72 もみじ台西2丁目線 もみじ台西2丁目停留所